# Чеснок (дворянский род)
Чесноки (пол. Czosnek) — древний дворянский род.
Потомство войскового товарища (потом полковника) Карпа Чеснока. Род записан в I часть родословных книг Киевской и Черниговской губерний.

## Описание герба
В верхней серебряной половине щита из облака, в левом углу означенном, выходящая рука держит саблю. В нижней половине в зелёном и красном полях находится лук и серебряная стрела, летящая вверх.
На щите дворянский коронованный шлем. Нашлемник: три страусовых пера. Намёт на щите серебряный, подложенный зелёным.
Название рода не идёт от слова "чеснок", а от слова "честь". От этого и пошла красота данного герба.